# 沃勒 (東福爾郡)
沃勒是挪威东福尔郡的一個市镇。沃勒於1838年1月1日成為一個市鎮。沃勒在當地語言中的意思是「林中空地」。沃勒境內有一座名為沃勒教堂（Våler kirke）的罗马风格的中世纪教堂，該教堂于1150年至1200年间建造。